# エスタディ・デ・サリア
エスタディ・デ・サリア（Estadi de Sarrià 発音: [əsˈtaði ðə səriˈa]）は、スペイン・バルセロナにあったスタジアムである。

## 概要
1923年2月18日に開場。RCDエスパニョールの本拠地として使用され、1982年にはFIFAワールドカップ、1992年にはバルセロナオリンピックの会場として使用された。また1988年のUEFAカップ決勝第2戦、1991年6月のスティングのコンサートなどにも使用されている。
しかし建物の老朽化などで1997年に閉場。その後エスパニョールはエスタディ・オリンピックに移転。2009年に完成したエスタディ・コルネリャ＝エル・プラットに移転するまで使用されていた。